# 呂纂
涼靈帝呂纂（4世紀？—401年），字永緒，略陽（今甘肅天水）氐人。十六國時期後涼國君主，後涼開國君主呂光庶長子，母親是趙淑媛，隱王呂紹兄。呂纂在呂光死後不久即以政變逼死呂紹登位，但在位一年多就在呂超等人的變亂被殺。

## 生平

### 入涼為將
呂纂年少時已熟練弓馬，雖然入了太學，但不愛讀書，只會交結公侯。淝水之戰後前秦國亂，呂纂逃到上邽（今甘肅天水市），至太安元年（386年）才到達後涼都城姑臧（今甘肅武威市），拜虎賁中郎將。麟嘉四年（392年），呂光派了呂纂進攻南羌彭奚念，但在盤夷大敗而還。呂光遂親率大軍再攻，讓呂纂及楊軌、沮渠羅仇進軍左南（今青海西寧市東），逼得彭奚念憑湟河自守，然呂光還是派兵渡過湟河，攻下枹罕（今甘肅臨夏市），令彭奚念敗走甘松（今甘肅叠部縣東南）。
龍飛元年（396年），呂光稱天王，以呂纂為太原公。次年，呂光攻西秦，派呂纂、楊軌及竇苟等率三萬兵攻金城（今甘肅蘭州市），攻陷了金城。同年，呂光殺沮渠羅仇及沮渠麴粥，令得羅仇侄沮渠蒙遜反叛。蒙遜堂兄沮渠男成也推了建康太守段業為主，呂纂奉命討伐段業，然而因為沮渠蒙遜率眾到臨洮為聲援段業，呂纂在合離大敗給段業。同時，太常郭黁在姑臧作亂，呂光立即召回呂纂，當時諸將顧慮段業會乘大軍撤退而從後跟隨，建議乘夜暗中撤走，不過呂纂看准段業無謀略，乘夜退走只會助長敵人，於是在退兵時前派了使者向段業說：「郭黁作亂，吾今還都。卿能決者，可出戰。」段業果然不敢追擊。郭黁派軍於白石邀擊呂纂，呂纂大敗，但不久因西安太守石元良率兵援救才得以擊敗郭黁，攻入姑臧。呂纂隨後在城西擊破郭黁將王斐，令郭黁勢力開始衰敗。不過郭黁卻推了楊軌為盟主，讓楊軌前赴姑臧支援自己。時呂弘為段業所逼，呂纂就前去迎接呂弘，楊軌認為這是機會，於是率兵邀擊，但卻為呂纂所敗，郭黁於是出奔西秦，楊軌隨後亦奔廉川，亂事終告平定。
龍飛四年（399年），吕纂与弟弟太子吕绍一同统兵攻打北凉天王段业，段业求救于南凉天王秃发乌孤，秃发乌孤之弟秃发利鹿孤率援军赶到，段业坚守不战，吕纂、吕绍于是退兵。

### 政變登位
同年，呂光病重，立呂紹為天王，以呂纂為太尉，掌握軍權。呂光死前曾向呂纂及呂弘說：「永業並非治理亂世的人才，只不過因嫡長的規舉才讓其處元首之位。現在外有強寇，人心不定，你們兄弟和睦則會讓國家流傳萬世；若果自己內鬥，則禍亂立即就會來了。」另也特別對呂纂說：「你本性粗豪勇武，很令我擔心。開展基業本來就艱難，守成也不容易。好好輔助永業，不要聽讒言呀。」不久呂光去世，呂紹懼怕呂纂，曾經想要讓位給呂纂，然而呂纂以嫡庶之別拒絕；另呂光侄呂超又勸呂紹殺了呂纂，但呂紹不肯。可是不久吕纂就在呂弘的煽動下反叛，夜裏率壯士數百進攻廣夏門，守融明觀的齊從抽劍攻擊呂纂，擊中其額，但為呂纂部眾制服。呂紹所派部隊因懼怕呂纂而潰散，吕紹被逼自殺。呂纂遂即天王位，改年號咸寧。
咸寧二年（400年），呂弘舉兵反叛，但為呂纂將焦辨擊敗，出奔廣武（今甘肅永登縣），不久為呂方所捕，被殺。呂纂隨後縱兵大掠，以原屬呂弘的東苑中之婦女賞給軍士，呂弘的妻兒都被士兵侵辱。呂纂笑著對群臣說：「今日一戰怎樣呀？」侍中房晷卻答：「天要降禍給涼室，故藩王起兵釁。先帝駕崩不久，隱王幽逼而死，山陵才剛建好，大司馬就因驚懼疑惑而反叛肆逆，京邑成了兄弟交戰的戰場。雖然呂弘自取滅亡，亦是因為陛下沒有棠棣所說的兄弟之義。現在應該反思自省，以為向百姓謝過，卻反而縱容士兵大肆掠奪，侮辱士女。兵釁因呂弘而起，百姓有甚麼錯！而且呂弘的妻子是陛下的弟婦，女兒也是陛下的姪女，怎能讓她們成為無賴小人的婢妾。天地神明怎會忍心見到這樣！」呂纂聽後向房晷道歉，又接回呂弘的妻兒到東宮。
隨後，呂纂不顧中書令楊穎反對堅決攻伐南涼，卻為南涼將禿髮傉檀所敗。呂纂不久又不聽姜紀諫言而攻北涼，圍攻張掖（今甘肅張掖）並攻略建康郡地，然而禿髮傉檀果如姜紀所言進攻姑臧，呂纂亦被逼退兵。呂纂在位時沉溺於酒色，又常常出獵，諸大臣皆曾勸阻，然而呂纂皆不能聽從。

### 胡奴斫頭
咸寧三年（401年）呂纂因番禾太守呂超擅攻鮮卑思盤一事召呂超及思盤入朝，呂超因恐懼而事先結交了殿中監杜尚。呂纂憤怒地斥責呂超，更聲言「要當斬卿，然後天下可定」，嚇得呂超叩頭稱不敢。不過呂纂及後就和呂超及眾大臣宴會，呂超兄呂隆於是頻頻向呂纂勸酒要灌醉他。呂纂飲至昏醉便乘坐步輓車與呂超等人在宮內遊走，在到琨華殿東閤時步輓車過不了去，呂纂親將竇川及駱騰於是放下配劍推車。呂超乘此機會拿起二人配劍襲擊呂纂，呂纂試圖下車抓住呂超但被對方刺穿胸部；呂超又殺了竇川和駱騰。呂纂皇后楊氏下令禁軍討伐呂超，但杜尚卻命禁軍放下武器。將軍魏益多遂斬下呂纂的頭，聲言：「呂纂違反先帝遺命，殺害太子、沉溺飲酒和田獵、親近小人、輕易殺害忠良、視百姓為草芥。番禾太守呂超以骨肉之親，恐懼國家傾覆，已經除去他了。上可以安寧宗廟，下可為太子報仇。但凡國人都應歡慶。」

### 陵墓
呂隆不久繼位，諡呂纂為靈皇帝，葬白石陵。

## 逸事
- 即序胡安據曾盜張駿的墓，獲得大量珍寶，呂纂誅殺安據和其親黨五十多家人，派使者弔祭張駿，並復修其陵墓。
- 咸寧二年，有母豬生下小豬，一身三頭，又有飛龍夜裡從東廂的井中出現[7][8]，名僧鳩摩羅什以為不祥，勸纂廣施仁德。一日羅什與呂纂玩博戲，呂纂吃多子，玩笑道：“砍胡奴頭！”羅什糾正說：“不斫胡奴頭，胡奴斫人頭。”預言了呂纂因小字「胡奴」的呂超而被殺的命運。[9]

## 妻子
- 杨皇后

## 延伸阅读
[在维基数据编辑]
 《晉書·卷122》，出自房玄齡《晉書》